# Robert Simac
Pour les articles homonymes, voir Simac.
 (août 2018).
Pas d'image ? Cliquez ici
Robert Simac est un ancien pilote automobile français né à Mulhouse. 
En 1974, Robert Simac rachète à Freddy Roland, un pilote alsacien renommé, un proto Dangel JRD. Celui-ci lui donne, en prime, un vieux break DS. Ainsi équipé, Robert Simac partit pour une saison de coupe Simca-Shell, challenge créé l’année précédente par Henri Chemin, le dynamique responsable de la compétition chez Chrysler-France. En 1974, Simac côtoie déjà des pilotes qui se feront un nom dans la course : Guy Fréquelin, Bernard Béguin, Max Mamers, Michel Pignard et bien d'autres.
Robert Simac s'engage ensuite en Formule Renault Europe (qui sera remplacée par la Formule 3 à partir de 1978). Il termine 6e sur le Circuit Bugatti en 1975, 10e à Hockenheim en 1976, 7e à Dijon et Magny-Cours en 1977.
Dès 1975 il affronte rien moins que René Arnoux, Didier Pironi, Jean Ragnotti, Richard Dallest, Alain Cudini, Jacques Coulon, Dany Snobeck, Jean-Pierre Malcher, Marc Sourd, puis Alain Prost, Jean-Louis Bousquet et Christian Debias. C’est en 1977 qu’il décroche son meilleur classement au championnat (14e avec 15 points).  
En 1982, au volant de sa Lola T672-Toyota, il prend part au championnat d'Europe de Formule 3 où il fait face à Philippe Alliot, Alain et Michel Ferté, Didier Theys, François Hesnault, James Weaver, Oscar Larrauri, Roberto Ravaglia ou encore Emanuele Pirro. En cette fin d’année 1982, Robert Simac revend sa Lola F3 et abandonne les circuits pour un bon nombre d'années.
Robert Simac va ensuite effectuer quatre saisons de rallye, en ciblant prioritairement des épreuves renommées : Lyon-Charbonnières, San Remo, Tour de Corse, Tour Auto, et Suède. 
Puis Robert Simac va cesser toutes compétitions pendant quinze ans.  Il reprendra le chemin des circuits en 2000 pour participer à des championnats de monoplaces historiques, avec l'idée de piloter un modèle précis de chez Tecno, dont un nombre incalculable d'exemplaires avaient été piloté par Albert François Cevert Goldenberg, plus connu sous le nom de François Cevert et surnommé Le Prince. Finalement, Robert Simac se portera acquéreur d'une voiture qui avait été pilotée en son temps par Clay Regazzoni à Vallelunga, où il faisait équipe avec Jean-Pierre Jarier (qui termina troisième d'une course remportée par Mike Beuttler). 
Avec cette voiture, Robert Simac deviendra champion d’Europe de Formule 2 historique en 2003 et 2004. En 2005, il rencontre une certaine rivalité avec Martin Stretton à qui il tiendra tête sur certaines courses. En 2012 il ratera le titre de peu.
Enfin, de 2013 à 2016, Robert Simac remportera le titre de champion d'Europe de Formule 2 historique FIA quatre années de suite, au volant d'une March 712 M (châssis no 11), repeinte et redécorée avec ses vraies couleurs d'origine, que Jean-Pierre Jaussaud pilotait en 1971 au sein du Team Arnold,. 